# Manota index
Manota index är en tvåvingeart som beskrevs av Heikki Hippa 2007. Manota index ingår i släktet Manota och familjen svampmyggor. Inga underarter finns listade i Catalogue of Life.